# Джон Бейтс Кларк
Джон Бейтс Кларк (англ. John Bates Clark; 26 січня 1847, Провіденс, США — 21 березня 1938, Нью-Йорк, США) — американський економіст, представник неокласичної школи економічної науки, засновник американської школи маржиналізму. Батько Джона Моріса Кларка.

## Біографія
Джон Бейтс Кларк народився 26 січня 1847 в штаті Род-Айленд, США. Навчався в Емгерстському коледжі, штат Массачусетс, де він отримав вчений ступінь в 1872 році, у віці 25 років. З 1872 по 1875 він навчався в університетах Цюриха і Гайдельберга під керівництвом Карла Кніса (член німецької історичної школи економіки).
Після повернення до Америки, він розпочав викладацьку діяльність в Колумбійському університеті, де працював до своєї відставки в 1923 році. Серед багатьох його учнів можна відзначити Едвіна Селігмена, який використав теорію граничної корисності, щоб обґрунтувати принципи прогресивного прибуткового оподаткування, фінансів, а також економічної історії. (Е. Селігмен, Принципи Економіки, 1905); Генрі Людвела Мура і багато інших, котрі намагалися знайти статистичне підтвердження теорії Кларка про формування заробітної плати відповідно до граничної продуктивності праці.

## Науковий внесок
Головна заслуга Джона Б. Кларка, що призвела до формування неокласичної економічної теорії, полягає насамперед у розробці концепції розподілу доходів на основі принципів граничного аналізу цін факторів виробництва, яку в економічній літературі називають, як правило, «законом граничної продуктивності».
Кожен фактор виробництва, на думку Кларка, характеризується специфічною продуктивністю, що полягає у створенні відповідних доходів. Американський вчений увів поняття «гранична продуктивність факторів виробництва», яку він поставив у залежність від їх обсягу.
За так званим законом спадної продуктивності праці, за умови, коли обсяг усіх факторів залишається незмінним, а зростає лише чисельність робітників, кожен новий додатковий працівник буде виробляти все менший граничний продукт праці. Цей закон, як вважав Кларк, діє і за умов статики, і за умов динаміки, однак у першому випадку його дія відчутніша, адже немає технічного прогресу, що у разі зростанні кількості працюючих зменшує фондоозброєність праці й знижує її продуктивність.

## Головні праці
- «Філософія багатства» (The Philosophy of Wealth, 1886).
- «Капітал і його заробіток» (Capital and Its Earnings, 1888).
- «Розподіл багатства» (The Distribution of Wealth, 1899).
- «Основи економічної теорії» (Essentials of Economic Theory, 1907).
- «Соціальна справедливість без соціалізму» (Social Justice without Socialism, 1914).